# Грб Сејшела
Грб Сејшела је званични хералдички симбол афричке острвске државе Републике Сејшели.

## Опис
Грб се састоји од штита којег придржавају две сабљарке. Изнад штита се налазе сребрна кацига и птица тропиковка у лету. Мотиви на штиту су корњача на копну и палма богата плодовима, док се у позадини виде два острва и брод из 19. века који плови морем.
Испод штита се протеже трака са државни геслом на латинском језику, „Конац дело краси“ („Finis Coronat Opus“).